# Блокада Ленинграда в искусстве

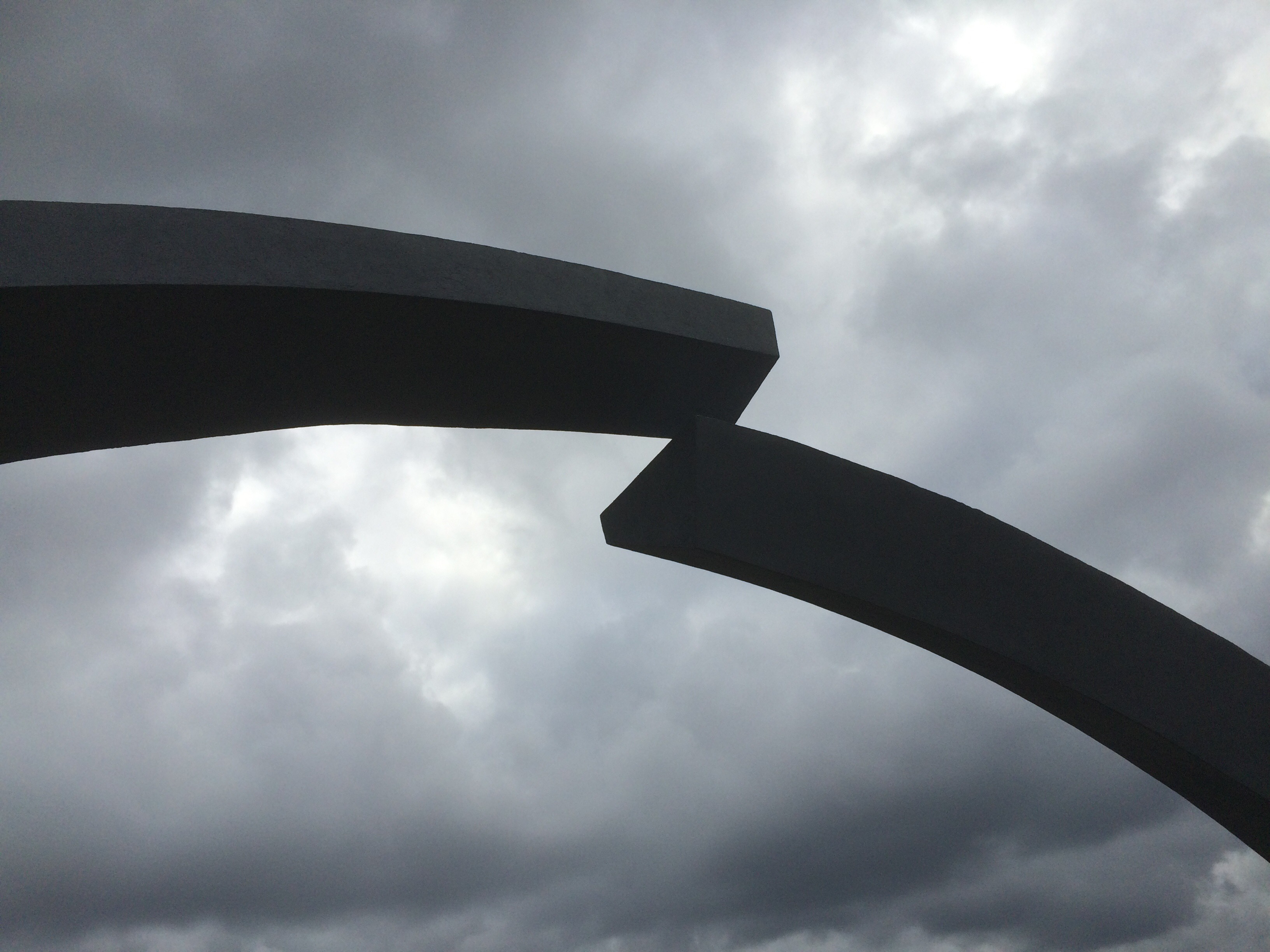
Мемориал «Разорванное кольцо»

Блокаде Ленинграда, испытаниям, выпавшим на долю его жителей и подвигу защитников, посвящены многочисленные произведения литературы и искусства, начиная с созданных непосредственно в годы блокады 1941—1944 годов её очевидцами и участниками обороны города.

## Изобразительное искусство
Во время блокады в Ленинграде работали многие художники, только одних членов Союза художников насчитывалось около ста человек. Художникам пришлось заниматься маскировкой военных объектов, эвакуацией музейных ценностей и маскировкой монументальной скульптуры. Самый знаменитый из памятников, «Медный всадник», было решено оставить на месте, защитив его и засыпав песком. Художники принимали участие в создании Музея героической обороны Ленинграда, решение создать который было принято осенью 1943 года.
Многие художники напрямую последовали указаниям, исходящим от Обкома ВКП(б) и Политуправления фронта, призывавших «к штыку приравнять перо», и превращали своё искусство в могучий агитационный ресурс. Живописные работы, написанные в блокаду, далеко не так многочисленны, как графические произведения. К батальной живописи относятся многочисленные произведения, изображающие эпизоды сражений и событий, имевших место в ходе битвы за Ленинград, боевые действия партизан. Официальные заказы художники получали на написание «военных портретов», при этом многие бойцы приезжали позировать прямо с фронта, получая короткий отпуск. Другими заказами становились портреты стахановцев и трудовая жизнь горожан, много реже — события русской военной истории. Среди художников, работавших в этом направлении, были В. А. Серов, Г. С. Верейский, И. А. Серебряный, Н. Пильшиков, В. А. Власов, В. И. Курдов. Серия из 24 литографических работ А. Ф. Пахомова «Ленинградская летопись», законченная в 1947 году, после войны была удостоена Государственной премии.
Самым востребованным и массовым видом искусства с начала блокады стал плакат; один из первых, появившихся в городе, был сделан В. В. Лебедевым, в 1919—1920 годах работавшим над серией плакатов «Петроградские окна РОСТА». В начале войны над плакатом работало не более пяти человек, тогда как к августу число плакатистов подошло к пятидесяти, они работали в возобновлённых «Окнах ТАСС» и для объединения «Боевой карандаш». Плакаты имели сильное воздействие на граждан, взывая к прохожим со стен: «Смерть детоубийцам», «Уничтожить немецкое чудовище». Кроме листков «Боевого карандаша» и плакатов, большими тиражами выпускались лубки, открытки и портреты героев войны. Открытки, выходившие тиражами до 25 тысяч, посвящены были военной теме. В военные годы в блокадном Ленинграде книжные графики не могли найти работы, деятельность большинства издательств была почти парализована, так что открытки стали для них прежде всего источником заработка. Блокадная жизнь отражалась, однако, и в этих сюжетах — темой для открытки могла стать «Женщина, вяжущая рукавицы для бойцов».
Первая выставка во время блокады была открыта 2 января 1942 года. До 1944 года выставки были малопосещаемыми (человек 15—18 в день), в том числе по причине того, что на первом месте у людей стоял вопрос выживания. Тематические картины писали художники социалистического реализма, который, в отличие от «критического» реализма XIX века, критики не предусматривал.
«Во время войны Н. Н. Пунин сравнивал с оружием средства воздействия искусства. Нельзя вести военные действия оружием прошлого… Были и заказы. Это были так называемые тематические картины. И был контингент, который легко выполнял эти заказы, их художники полупрезрительно называли картинщиками. Они работали на всё более нетребовательный вкус начальства. Обладая определённым, но довольно ремесленным мастерством, они наполняли выставки своей продукцией, от которой человеку, желавших видеть подлинную живопись, становилось тошно… Что-то мёртвое, замороженное смотрело со стен выставок в Петербурге … причём этот процесс не останавливался. На выставках всё становилось всё более и более серым».
Преобладающими в блокадном искусстве стали работы, представляющие пейзаж и бытовой жанр. В жанровой живописи и графике преобладали трагические и драматические темы; сюжетно-повествовательные работы появились к 1944 году.
Свидетельства художников, очевидцев блокады, погибших и выживших, создают впечатляющую по своей силе фреску мученичества великого города. Её никогда и никому не стереть.
Изобразительное искусство Ленинграда никогда не достигало такой мощной социально-политической значимости, как это имело место в дни блокады.

### Повседневная жизнь города
Значительную часть созданных в блокаду работ составляли рисунки, носившие документальный характер. Часть их была сделана эскизно, но во многих случаях это законченные, продуманные отдельные вещи. Большинство этих работ далеки и от поощряемого Обкомом парадного «военного официоза», и от оптимизма. Они отражают жизнь обитателей города, противостоящих невзгодам тяжёлых лет. Нередко темой этих работ становятся образы страдания и скорби.
Большая часть блокадной графики (и отчасти и живопись) представляет собой натурные рисунки и разделяется на группы — городские пейзажи, заполненные людьми, чаще пустынные, портреты и бытовые зарисовки. Многие из этих работ были сделаны по государственным заказам, большинство их было приобретено для Музея обороны Ленинграда.
Один из драматических образов, характерный именно для блокадной зимы, повторяющийся во многих работах, — человек, везущий по улице сани с телом покойника. Темами акварелей П. М. Кондратьева были уборка уличных ограждений, карты скорой помощи, вмёрзшие в лёд грузовики; работ С. С. Бойма — очистка снега на улицах, очереди в булочную, заготовка и выгрузка дров, эвакуация детей, госпиталь, ёлочный базар в декабре 1941 г. На рисунках Н. М. Быльева-Протопопова изображены греющиеся у печки дистрофики, уличные баррикады, девочки, плетущие маскировочные сети, подростки, дежурящие на крышах, и скопление гробов у ворот Охтенского кладбища. И. А. Владимиров известен своим циклом документальных зарисовок событий 1917—1918 годов, второй такой подобный цикл он сделал в блокаду, его темами на этот раз стали уборка трупов на улицах, «дорога смерти». Сюжетами Л. И. Гагариной были закутанные, сидящие у коптилки люди, уборка снега с улиц, сюжетами Т. Н. Глебовой — люди, сидящие в бомбоубежище, конная полиция, разбор обрушенных домов после налёта, толпы погорельцев, сидящих на улицах среди своих вещей, дистрофики, обедающие в соловой Союза художников. Л. Н. Глебова рисовала лица блокадных детей и женщин с детскими гробиками на санках. Е. М. Магарил рисовала людей в больничном стационаре, Г. К. Малыш — детские трупы на улицах и — салют в честь снятия блокады в 1944 году, А. Е. Мордвинова — людей, помогающих тушить пожары, женщину с новорождённым, сидящую у буржуйки, общественную чайную, В. В. Стерлигов — раненых в госпитале, А. Г. Траугот — переход чрез замёрзшую Неву, С. Н. Спицын — быт школьников, учеников СХШ, Т. Купервассер — медсестёр в больнице, Е. Я. Хигер — ремонт отопления. А. Н. и В. Н. Прошкины писали пленных немцев под Шлиссельбургом, эшелоны, доставляющие городу топливо. А. Л. Ротач — пожар в Зоологическом саду, Я. О. Рубанчик — огороды у Исаакиевского собора, водозабор и застывший транспорт, мешки с песком, воздушную тревогу, очередь в табачный магазин, горы вещей, взятых с собой эвакуирующимися, сложенные у Финляндского вокзала, А. И. Русаков и А. Ф. Пахомов зимой 1941 года делали натурные зарисовки умирающих от дистрофии людей в больнице Ф. Эрисмана.
Л. А. Ильин рисовал взрывы на улицах (от одного из них он вскоре погиб) и сложенные в подвалах трупы. Сюжеты М. Г. Платунова более трагичны — убийства и кражи на улицах, произошедшие из-за куска хлеба, отчаявшиеся самоубийцы, замёрзшие на улице люди.
Повседневная жизнь города была также темой работ Е. О. Марттилы, П. И. Басманова, В. Г. Борисковича, П. Я. Зальцмана, В. В. Милютиной, В. В. Зенькович, Л. А. Рончевской, А. И. Харшака, М. А. Шепилевского, Н. Дормидонтова, Е. Белухи, С. Мочалова, Е. Эвенбах. Работали в блокаду и скульпторы. Не все созданные в блокаду произведения сохранились, многие были утрачены.
Художественные достоинства работ были различны, так, особо выделяют трагический цикл работ (линогравюр) Соломона Юдовина и литографическую серию Адриана Каплана, где он сочетает бытовой сюжет с тончайшей фактурой «многослойного» рисунка. Во многих блокадных работах художников «ленинградской школы» есть осознаваемая бесстрастность фиксации, желание представить натуру «как есть», без экспрессивного настроения.
Некоторые художники ставили перед собой цель

«Рисовать, как летописец… как очевидец вещей, которым многим не дано видеть, а многие на них закрывают глаза…»
«… я занимаюсь искусством… у меня нет вдохновения описывать красоту воздушных боёв, прожекторов, ракет, взрывов и пожаров; я знаю, какой ужас несёт за собой эта феерия…»

К таким работам относится серия «Ужасы войны для мирного населения» и «Осада города» Т. Н. Глебовой, ученицы П. Н. Филонова и последовательницы его «аналитического метода».
Созданные в блокадное время работы сами стали частью истории и причиной возникновения новых произведений искусства. Известна серия рисунков Веры Милютиной «Эрмитаж во время блокады», изображающих опустевшие залы музея, стены без картин, упавшие люстры. Именно эта серия легла в основу работ японского художника Ясумара Моримура «Эрмитаж. 1941—2014».

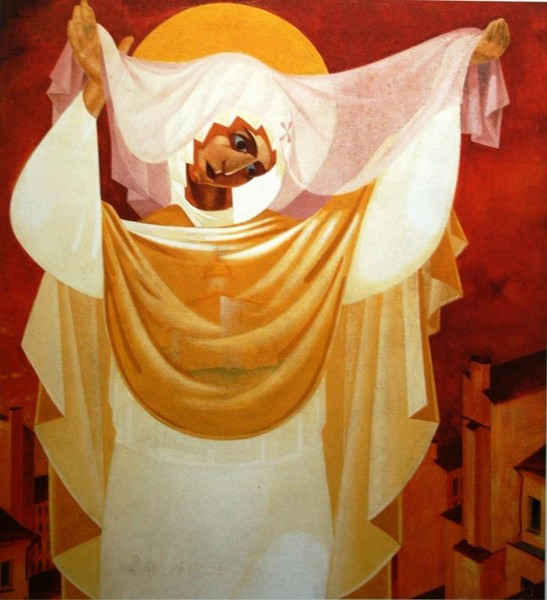
Л. Т. Чупятов, «Покров Богоматери над осажденным городом» (1941)

Особое место среди блокадного искусства занимает живописная работа Л. Т. Чупятова «Покров Богородицы над осаждённым городом». Она была написана художником незадолго до его смерти в блокадном городе, в сентябре 1941 года, когда горели Бадаевские склады. Д. С. Лихачёв, сам переживший опыт блокады, первым отметил значение этой картины: «Лучшая его картина… тёмный ленинградский двор колодцем, вниз уходят тёмные окна, ни единого огня в них нет; смерть там победила жизнь, хотя жизнь, возможно, ещё и жива ещё, но у неё нет силы зажечь коптилку. Над двором на фоне тёмного ночного неба — Покров Богоматери. Богоматерь наклонила голову, с ужасом смотрит вниз, как бы видя всё, что происходит в тёмных ленинградских квартирах, и распростёрла ризы; на ризах изображение древнерусского храма (может быть, храма Покрова на Нерли — первого Покровского храма). Надо, чтобы эта картина не пропала. Душа блокады отражена в ней больше, чем где бы то ни было».

### Блокадный пейзаж
Художники, находящиеся на грани голодной смерти, создавали произведения, объединённые позднее исследователями в особый жанр «блокадного пейзажа». Наиболее пронзительные произведения были созданы художниками в самую первую блокадную зиму, оставившую у ленинградцев сильнейшие впечатления.
Город представлял небывалое, адское и величественное зрелище. Весь город от Ржевки и Пороховых, до Нарвской заставы и до Порта — одна огромная братская могила, гигантский, растянувшийся на километры некрополь. Каждый дом — многоэтажный склеп. Каждая квартира — рефрижератор морга, в котором покоятся в свои гробах-постелях мертвецы…
Работа художников непосредственно на улицах блокадного города не приветствовалась, тем не менее многие из созданных в блокаду произведений относятся именно к жанру городского пейзажа. Работать на улицах иногда приходилось во время обстрелов. Многие художники изображали улицы города во время артобстрелов, разрушенные взрывами дома, укрытые памятники. Художники оставались далеки от прямого натурализма в изображении страданий. Но их выражает, прежде всего, сам погибающий город.
Блокадные пейзажи писали и рисовали М. П. Бобышов, Б. Н. Ермолаев, А. Л. Каплан, А. В. Каплун, С. Г. Невельштейн, Я. С. Николаев, А. П. Остроумова-Лебедева, Н. А. Павлов, Н. Е. Тимков, Г. Н. Фитингоф.
Среди них принято выделять архитектурный пейзаж, характерный «точностью воспроизведения объекта изображения». Среди тех, кто их рисовал, были многие архитекторы: И. С. Астапов, А. К. Барутчев, Э. Б. Бернштейн, В. М. Измайлович, Л. А. Ильин, В. А. Каменский, А. С. Никольский, М. А. Шепилевский, Л. С. Хижинский. Л. А. Ильин, кроме серии пейзажей, рисовал графический дневник «Прогулки по Ленинграду».
Необыкновенную и страшную красоту блокадного города отразили в своих работах прежде всего художники «ленинградской школы» — В. В. Пакулин, А. Н. Русаков, Г. Н. Трауготт. В. В. Пакулин до войны никогда не писал городские пейзажи, и именно в блокаду ему открылась красота города. Многие художники отмечали, что зимой 1941—1942 года Ленинград был особенно красив: искрящийся инеем, неподвижный и почти безлюдный. Пакулин создал около пятидесяти городских пейзажей.
А. И. Русаков принадлежит к тем редким художникам, кто смог пережить всю блокаду, не прекращая работать. Он создал сильнейшие по выразительности живописные портреты города, опустевшего и разрушенного, в самое тяжёлое для него время первой зимы; работы эти часто репродуцируются и выставляются. «Русаков, по-видимому, чувствовал особую значительность каждого письменного и изобразительного свидетельства „изнутри“, которую отмечал академик Г. А. Князев в своём блокадном дневнике». Отсюда важное свойство его рисунков, сделанных в 1942—1943 годах, — они подробны и выполнены как законченные вещи, а не наброски.
Принципиально камерный характер блокадных акварелей Русакова (и городских пейзажей, и портретов) отделяет их от известной серии А. Ф. Пахомова («Ленинград в годы блокады и восстановления») или портретной серии Г. С. Верейского. В них нет намеренного акцента на героизме или на страдании. Художник бережно фиксирует повседневную жизнь города.

### Блокадный портрет
Исключительно важное место в блокадном искусстве занимает автопортрет. Главная для блокадного автопортрета идея — противопоставление жизни и творчества — смерти и разрушению. Автопортреты писали художники разных направлений. Среди них были ученики только умершего в декабре 1941 года П. Н. Филонова — художники П. Я. Зальцман (графические автопортреты), Т. Н. Глебова («Автопортрет», «Портрет семьи в блокаду», 1941, оба — в собрании ГТГ). Следует упомянуть серию трагических автопортретов В. П. Яновой, работы Я. С. Николаева (1942) и А. А. Бантикова (1944). Из дневниковых записей Елены Марттилы следует, что именно работа над автопортретом, в котором она хотела зафиксировать процесс собственного умирания, спасла ей жизнь зимой 1942 года.
«Блокадный портрет» принципиально отличался от живописных портретов, сделанных по государственному заказу и всегда изображающих человека, совершающего трудовой или военный подвиг. Для усиления впечатления портрет часто был поясным или поколенным. В отличие от них, «блокадные портреты» имеют иной, камерный характер. Женские образы запечатлевали на портретах П. И. Басманов и В. В. Зенькович. Часто моделями для блокадных портретов становились родные или близкие художников — как на портрете художниц Е. Зазерской и Т. Купервассер, написанном А. И. Русаковым (1941).
К этому же, камерному, жанру относятся также портреты художников социалистического метода — В. И. Малагиса («Портрет старой работницы», 1943; «Портрет художника Иванова», 1943), Я. С. Николаева («Портрет М. Г. Петровой», 1942, «Портрет художника Викулова», 1942), Н. Х. Рутковского («Портрет А. Фроловой-Багреевой», 1943). Одно из основных отличий этих работ от официального заказного портрета — расширение круга используемых традиций. Отступая от канонов социалистического реализма, эти художники обращались к французской живописи, к портретам импрессионистов, правда, полностью изменив концепцию цвета, сменив его на сознательно загрязнённый.

## Кинематограф

### Художественные фильмы
- «Варежки» (реж. Павел Арманд, Натан Любошиц, 1942)
- «Непобедимые» (реж. Сергей Герасимов, Михаил Калатозов, 1942)
- «Два бойца» (реж. Леонид Луков, 1943)
- «Жила-была девочка» (реж. Виктор Эйсымонт, 1944)
- «Морской батальон» (реж. Адольф Минкин, Александр Файнциммер, 1944)
- «Ленинградская симфония» (реж. Захар Аграненко, 1957)
- «Спасённое поколение» (реж. Юрий Победоносцев, 1959)
- «Балтийское небо» (реж. Владимир Венгеров, 1960)
- «Вступление» (реж. Игорь Таланкин, 1963)
- «Дневные звёзды» (реж. Игорь Таланкин, 1966)
- «Зимнее утро» (реж. Николай Лебедев, 1967)
- «Вальс» (реж. Виктор Титов, 1969)
- «Пять дней отдыха» (реж. Эдуард Гаврилов, 1969)
- «Зелёные цепочки» (реж. Григорий Аронов, 1970)
- «Ижорский батальон» (реж. Геннадий Казанский, 1972)
- «Блокада» (киноэпопея, реж. Михаил Ершов, 1973—1977)
- «Два капитана» (реж. Евгений Карелов, 1976)
- «Садись рядом, Мишка!» (реж. Яков Базелян, 1977) Киностудия Горького
- «Старые друзья» (реж. Александр Белинский, 1977)
- «Ленинградцы, дети мои…» (реж. Дамир Салимов, 1980)
- «Мы смерти смотрели в лицо» (реж. Наум Бирман, 1980)
- «Соло» (реж. Константин Лопушанский, 1980)
- «Встретимся в метро» (реж. Виктор Соколов, 1985)
- «Нам не дано предугадать…» (реж. Ольга Наруцкая, 1985)
- «Порох» (реж. Виктор Аристов, 1985)
- «Красный стрептоцид» (короткометражный, реж. Василий Чигинский, 2001)[39]
- «Ленинград» (телесериал, реж. Александр Буравский, 2007)
- «Мой бедный Марат» (телефильм, реж. Михаил Богин, 2008)
- «Ладога» (сериал, реж. Александр Велединский, 2014)
- «Ленинград» (реж. Игорь Вишневецкий, 2014)
- «Линия Марты» (телефильм, реж. Олег Газе, 2014)
- «Три дня до весны» (реж. Александр Касаткин, 2017)
- «Рубеж» (реж. Дмитрий Тюрин, 2018)
- «Один человек умирает миллион раз» (реж. Джессика Орек, 2019)
- «Коридор бессмертия» (реж. Фёдор Попов, 2019)
- «Крик тишины» (реж. Владимир Потапов, 2019) Мосфильм
- «Праздник» (реж. Алексей Красовский, 2019)
- «Спасти Ленинград» (реж. Алексей Козлов, 2019)' Universal Pictures
- «Блокадный дневник» (реж. Андрей Зайцев, 2021)
- «Седьмая симфония» (сериал, реж. Александр Котт, 2021) Россия-1[40]
- «Африка» (реж. Дарья Биневская, 2022)
- «Воздух» (реж. Алексей Герман, 2023)
- «Осталась одна Таня» (сериал, 2023)
- «Каруза» (реж. Иван Харатьян, 2025)

### Документалистика
- «Ленинград в борьбе» (реж. Роман Кармен, Николай Комаревцев, Валерий Соловцов, Ефим Учитель, 1942)
- «Ладога» (реж. Павел Паллей, Валерий Соловцов, Глеб Трофимов, 1943)
- «Великая победа под Ленинградом» (реж. Николай Комаревцев, Павел Паллей, Валерий Соловцов, 1944)
- «Подвиг Ленинграда» (реж. Валерий Соловцов, Ефим Учитель, 1959)[41]
- «Бастион на Неве» (телефильм, реж. Анатолий Аристархов, 1962)[42]
- «900 незабываемых дней» (реж. Валерий Соловцов, 1964)
- «Город в осаде» (реж. Павел Коган, 1969)[43]
- «Их оружие — кинокамера» (реж. Константин Станкевич, 1980)[44]
- «Воспоминания о блокаде» (реж. В. Семенюк, 1990)[45]
- «Блокада» (авторская программа Даниила Гранина, 2003)
- «Блокада Ленинграда» (телефильм, реж. Кирилл Набутов, 2004)
- «Блокада» (реж. Сергей Лозница, 2005)
- «Свидетель великой осады» (телепрограмма «Искатели», 2005)
- «Дорога-призрак» (телепрограмма «Искатели», 2006)
- «Дети блокады» (телесериал, реж. Алла Чикичева, 2007—2008)
- «Гауляйтер Ленинграда» (телевизионный цикл «Следствие вели», 2008)
- «Ленинградский фронт» (телесериал, реж. Игорь Безруков, 2008)[46]
- «Блокада» (из телецикла «Алтарь Победы», 2009)
- «Знамя Адольфа Гитлера» (телевизионный цикл «Следствие вели», 2009)
- «Читаем „Блокадную книгу“» (реж. Александр Сокуров, 2009)
- «Атланты держат небо» (сериал, реж. Александр Городницкий, Наталья Касперович, 2010)
- «Блокада Ленинграда» (из телевизионного цикла «Великая война», 2010)
- «900 дней. Миф и реальность ленинградской блокады» (реж. Джессика Гортер, 2011)
- «Голоса» (реж. Катерина Гордеева, 2014)[47]
- «Архитектура блокады» (реж. Максим Якубсон, 2020)

### Поэзия
- Ольга Берггольц, «Ленинградский дневник», стихи и поэмы, 1941—1944
- Вера Инбер, «Пулковский меридиан», поэма «Октябрь», 1941 — ноябрь 1943 г., Ленинград
- Поэзия блокадного Ленинграда
- «Ленинградцы, дети мои!» — песнь казахского акына Дж. Джабаева в переводе М. Тарловского, сентябрь 1941
- Решетов А. Е. «Ленинградская доблесть». Стихи. Обложка-гравюра на дереве Хижинского Л. Л. Государственное издательство художественной литературы, 1942 г., 96 с.
- 27 января 1944 года («И в ночи январской беззвёздной…»), Анна Ахматова, 1944
- Поэзия блокадного Ленинграда Ольга Берггольц, Эдуард Асадов, Анна Ахматова и др.
- «Поэмы о Ленинграде», Лен. газетно-журн. изд., 1947 год

### Проза
- Вера Инбер, «Почти три года (ленинградский дневник)», Советский писатель, Л., 1947
- Ольга Берггольц, «Дневные звёзды», Советский писатель, Л., 1959
- Александр Чаковский, роман «Блокада» (кн. 1—5, 1968—75; Ленинская премия 1978)
- Александр Чаковский, «Зеркало»
- Александр Чаковский, «Это было в Ленинграде»
- Тамара Цинберг, «Седьмая симфония», повесть — Л., Дет. лит., 1969
- Николай Чуковский, роман «Балтийское небо», 1946—1954, опубл. 1955, одноимённый фильм 1960. О лётчиках Балтийского флота, защитниках осаждённого Ленинграда
- Пантелеев Л., «В осаждённом городе. Живые памятники». Собрание сочинений в четырёх томах. Том 3. Л.: Дет. лит., 1984
- Михаил Чулаки, роман «Вечный хлеб», 1984. Изд. Советский писатель
- Лидия Гинзбург, «Проходящие характеры: Проза военных лет. Записки блокадного человека». М.: Новое издательство, 2011
- Нина Раковская, «Мальчик из Ленинграда», Гос. изд-во детской лит-ры, Л., 1945
- Ариф Сапаров, «Дорога жизни». Л.: Лениздат, 1947
- Ариф Сапаров, «Январь сорок второго. Из блокадной ленинградской хроники». Л.: Советский писатель, 1969
- Виктор Конецкий, «Кто смотрит на облака». Первое издание — середина 1960-х гг.
- Николай Тихонов, «Ленинград принимает бой». Л.: Гослитиздат, 1943. 416 с.
- Алесь Адамович, Даниил Гранин, «Блокадная книга»

### Современные поэзия и проза
- Полина Барскова, «Живые картины». СПб. Издательство Ивана Лимбаха, 2014
- Сергей Ануфриев, Павел Пепперштейн, главы из романа «Мифогенная любовь каст» (1999—2002)
- Андрей Тургенев, «Спать и верить»: Блокадный роман. М., 2007
- Сергей Завьялов, Рождественский пост, поэма, 2009
- Игорь Вишневецкий, Ленинград, повесть, 2009
- Полина Барскова, поэтический цикл «Справочник ленинградских писателей-фронтовиков 1941—1945», из книги «Сообщение Ариэля», 2011
- Йохан де Боозе, «Мученики», роман, Нидерланды/Бельгия, 2011
- Борис Иванов, За стенами города. Дезертир Ведерников, повесть, 2012
- Александр Городницкий, «Блокада», 2013
- Ирина Сандомирская, «Блокада в слове. Очерки критической теории и биополитики языка». М.: Новое литературное обозрение, 2013
- Игорь Растеряев, «Ленинградская песня»
- Геннадий Алексеев, верлибр «Жар-Птица»
- Ирина Богданова, «Мера бытия», 2017

## Монументальное искусство
- Зелёный пояс славы
- Мемориал «Журавли»
- Мемориал «Невский пятачок»

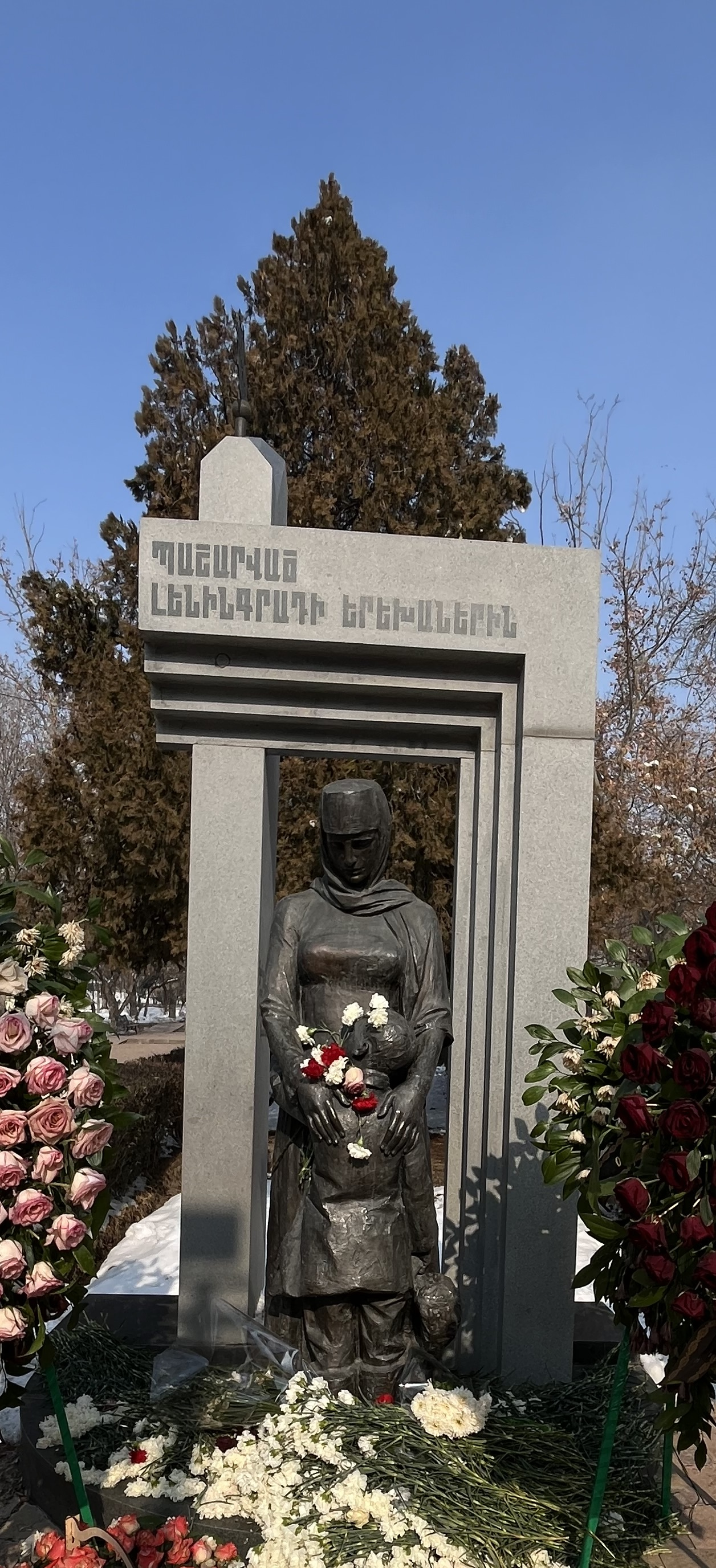
Мемориал «Детям блокадного Ленинграда», Парк им. Ваагна Давятана, Ереван, Армения

- Мемориальная трасса «Ржевский коридор»
- Монумент героическим защитникам Ленинграда на площади Победы
- Монумент героическим защитникам Ленинграда
- Обелиск «Городу-герою Ленинграду»
- Памятник детям, погибшим 9 мая 1942 года, на Смоленском кладбище
- Пискарёвское мемориальное кладбище
- Памятник детям блокадного Ленинграда (Ереван)

## Музыка
- Дмитрий Шостакович, Симфония № 7 «Ленинградская» (1941—1942)
- Борис Асафьев, «Дифирамб великому городу» (1941), «Песни печали и слёз» (1941) для фортепиано соло, «Канты незабвенной памяти Александра Кастальского» для смешанного хора a capella (1941—1942) на тексты из церковного обихода
- Гавриил Попов, симфония № 2 «Родина» (1943, задумана зимой 1941—1942 в осаждённом городе)
- Борис Тищенко, симфония № 5 «Хроника блокады» (1975)
- Алексей Курбатов, Третья (Военная) симфония[48]
- В. Кудряшов (музыка), М. Рябинин (слова) — «Папин вальс»[49]
- Песни группы «Сплин»: «Блокада», «Вальс» и «Оркестр»
- Песня группы «Самое большое простое число» — «Блокада»
- Песня рок-группы «Кипелов» — «Непокорённый» с одноимённого сингла
- Альбом The Diarist (2006) итальянской группы Dark Lunacy полностью посвящён блокаде Ленинграда[источник не указан 1616 дней]
- Песня британского рок-музыканта Блэйза Бэйли City Of Bones (альбом Promise and Terror, 2010)
- Песня Криса де Бурга — Leningrad
- Игорь Растеряев — «Ленинградская песня».

## Филателия

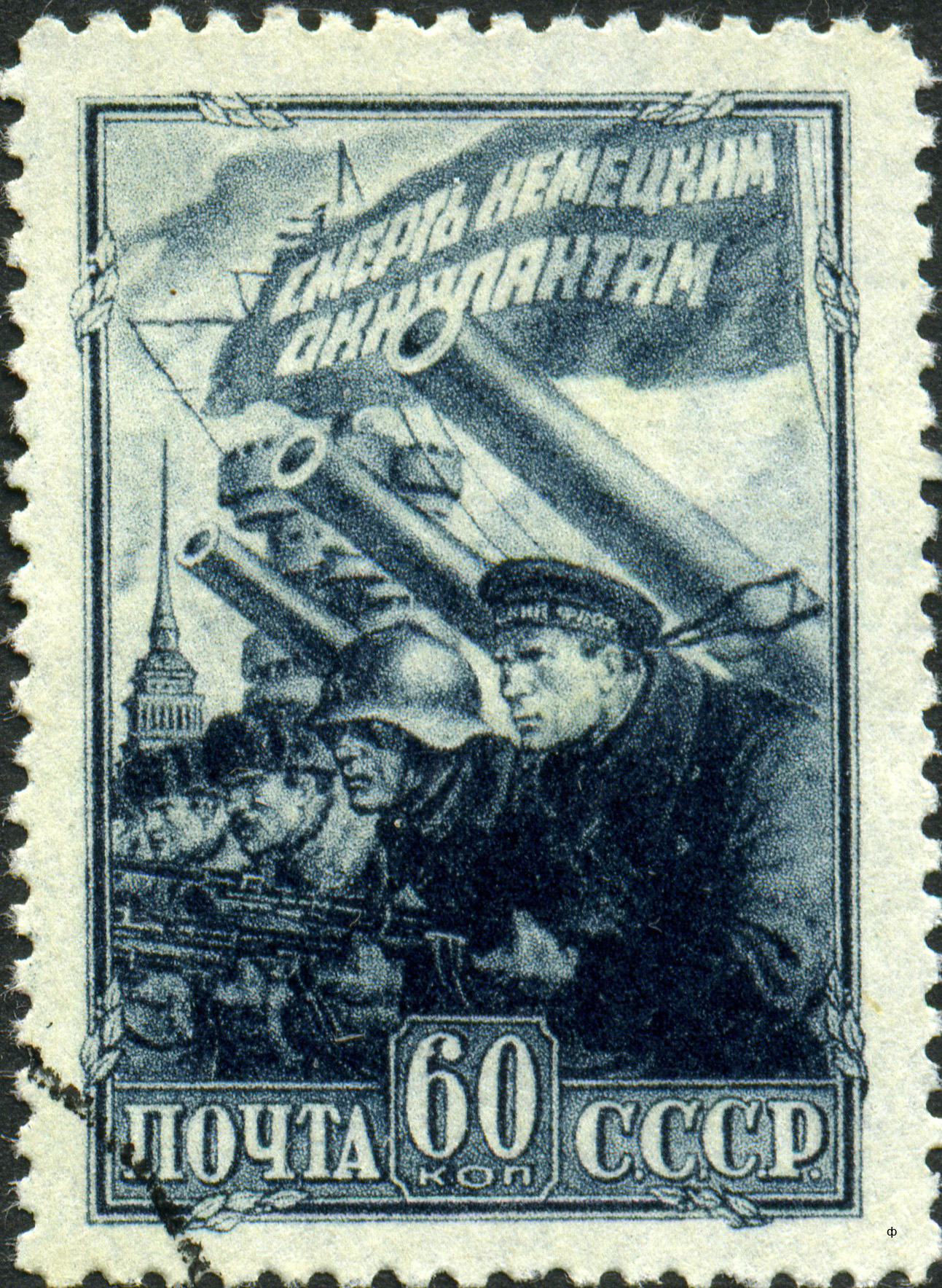
Оборона Ленинграда. Худ. Н. Борисов, 1942

Марок о блокаде в годы Великой Отечественной войны не выпускалось, эти трагические события старались замалчивать, первая марка, посвящённая героической обороне Ленинграда, появилась в 1942 году, автор — художник Н. Борисов.
В марте 1944 года вышла марка из серии «Города-герои» с изображением медали «За оборону Ленинграда», корабельных орудий и самолётов над архитектурными памятниками города, автор миниатюры — Александр Мандрусов. Этот же рисунок вошёл в почтовый блок «Освобождение Ленинграда от фашистской блокады», выпущенный в декабре 1944 года.
| Освобождение Ленинграда от фашистской блокады | Освобождение Ленинграда от фашистской блокады | Освобождение Ленинграда от фашистской блокады | Освобождение Ленинграда от фашистской блокады |
| --------------------------------------------- | --------------------------------------------- | --------------------------------------------- | --------------------------------------------- |
|                                               |                                               |                                               |                                               |

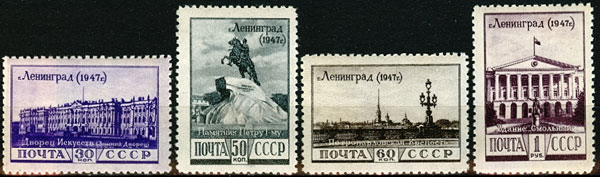
Виды Ленинграда.
4-я годовщина освобождения от фашистской блокады, 1948

В январе 1948 года была выпущена серия марок «Виды Ленинграда», посвящённая 4-й годовщине освобождения от фашистской блокады. На марках указан 1947 год. Миниатюры представляли историю города: Медный всадник, Зимний дворец, Петропавловская крепость, здание Смольного, к истории блокады и битве за город эти виды отношения не имеют.

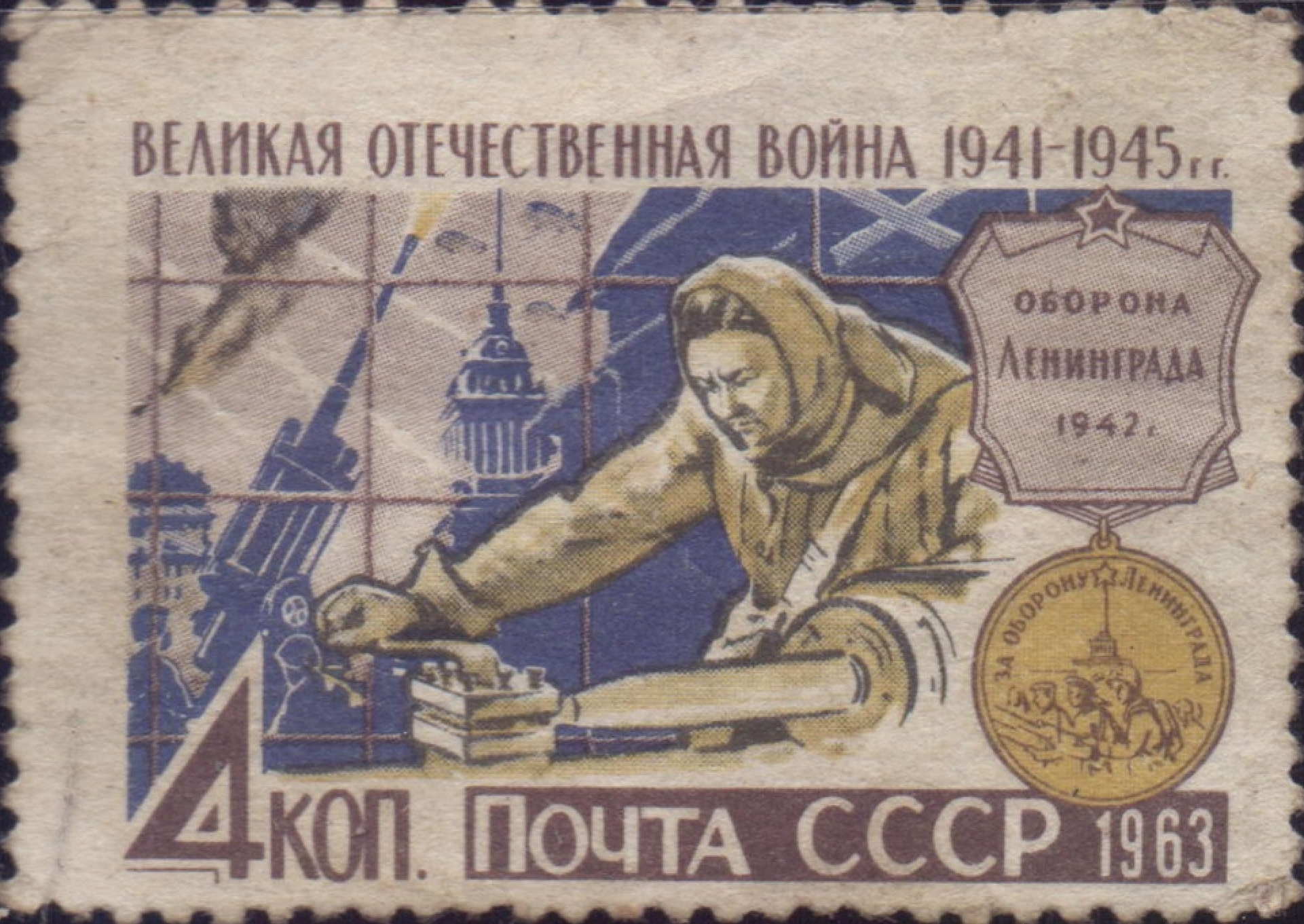
Оборона Ленинграда,
худ. П. Кранцевич, 1963

В серии «Великая Отечественная война» 1963 года на одной из марок изображена труженица блокадного города (художник П. Кранцевич). Это, по-видимому, единственное изображение женщины блокадного Ленинграда на почтовой миниатюре. Справа расположен аверс медали «За оборону Ленинграда», учреждённой в 1942 году. Рисунок медали отражает первые штампы медали, а ушко — более поздний её вариант.
|  |  |